# Juan Coronado
Pour les articles homonymes, voir Coronado.
Juan Coronado, né le 25 août 1983, est un joueur dominicain de basket-ball. Il évolue au poste d'arrière.